# Vrånggölen (Malexanders socken, Östergötland)
Vrånggölen är en sjö i Boxholms kommun i Östergötland och ingår i Motala ströms huvudavrinningsområde.